# センス@
センス@（センス・アットマーク、本名 森川芳昭、1960年12月12日 - ）は、大阪府茨木市出身の映画監督、プロデューサー、脚本家。映画団体エンドレスフィルム所属。

## 来歴
早稲田大学社会科学部を卒業後、1984年にクラリオン（株）に入社。2001年に脱サラし、デジタルビデオ映画制作に携わるようになる。
映画監督としては2000年に活動を開始し、映画監督名をハンドルネームのセンス@とし、2004年にデジタルビデオ処女作である「センチメンタルブルー」を下北沢トリウッドにて公開。スニークプレビュー枠にてロードショー権利を獲得し、同年2週間のロードショー公開を行った。翌年DVDを全国発売。また、本映画DVDに同時収録された短編映画「さよならのkiss」はmixiにて初めて、何も無いところから各スペシャリストを募集、話し合いながら進めるSNS型制作をした映画として話題を呼び、メジャー公開映画のクレジットロールに日本で初めて「mixi」という文字を表記（mixi公認）、雑誌等に取り上げられ掲載された。
このような独特の映画制作スタイルはさらに進化し、2008年には、stickam japanにおいて番組を立ち上げ（スティッカムTV「ヲタch」）、同番組生放送内にて視聴者とともに話し合い、企画立案からストーリー作り、マーケティングまで話し合って映画を制作していくという、他に類を見ない試みを行っている。また、その一環として制作したDVD映画「ワンちゃんねる」は同番組内にて、生放送の視聴者参加ライブチャット風景を撮影し映画クライマックスのワンシーンとなっている。

## 人物
高校に進学し、映画研究部を立ち上げ8ミリ映画を制作する傍ら、全大阪映画サークル協議会（通称映サ）に所属し、イングマール・ベルイマン、アンドレイ・タルコフスキー等の映画公開にも尽力、またアメリカンニューシネマ、ヌーベルバーグ作品、キネマ旬報ベスト・テン作品、チャンバラ映画等あらゆる映画上映会の主催者として参加し、普及活動をする。大阪映画サークル発行の機関紙は当時2万部を越える発行部数。その中で映画批評、映画紹介等執筆。同機関紙のトップページは当時映画評論家で著名であった佐藤忠男他。ATG映画封切館であった北野シネマでのアルバイト歴も持ち、その関係で高林陽一とも交流があった。高校生でありながら浦山桐郎とオールナイトで映画談義を交わした等の経歴もある。また、1970代当時、発行された大阪ミニコミ誌「プレイガイドジャーナル（通称プガジャ）」とも親交があった。大学及びサラリーマン時代は、映画関係には携わっていないが、デジタルビデオの普及により、脱サラし、25年のブランクを経て再び映画制作を始めるようになる。
こうした映画知識の豊富さから、有名女優のヌードの歴史をリスト化して自身のホームページにて「日本映画お宝データベース」を公開し、人気を博した。
大学在学時のアルバイト先は東宝、トップレスレビューショーの「日劇ミュージックホール」に配属され、4年間を過ごした。当時の演出家は蜷川幸雄等

## 作品

### 映画
監督
- センチメンタルブルー（2004年）（脚本・撮影・監督）（オルスタックピクチャーズ）
- 平成トンパチ野郎～男はツラだよ～（2009年）（脚本・撮影・監督）（マジカル／グラッソ）

その他
- 昆虫探偵ヨシダヨシミ（2010年）（メイキング撮影・編集）（ポニーキャニオン）
- ナイントゥイレブン（2010年）（プロデューサー・メイキング撮影）（オルスタックピクチャーズ）
- エビルロード－悪魔の十字架－（2010年）（メイキング編集）（グラッソ）
- 雑踏の十字架－真夏の陰謀－（2011年）（撮影監督・編集・メイキング編集）（グラッソ）

### ビデオ映画
- さよならのkiss（2005年）（脚本・撮影・監督）（オルスタックピクチャーズ）
- ワンちゃんねる 誕生編（2008年）（脚本・撮影・監督）（アンドロイド）

### イメージビデオ
- 究極ハズカシメ!もえもえ豪邸レポート藤田萌子（2009年）（撮影・演出）（アンドロイド）
- Wink 紗代（2009年）（撮影・演出）（NKプランニング）
- XYZ 上原やよい（2009年）（撮影・演出）（NKプランニング）
- 幼艶七変化! バブドルみゆこ（2009年）（制作）（アンドロイド）
- Wink 日向花蓮（2009年）（撮影・演出）（NKプランニング）
- ONO☆ONE 小野さゆり（2009年）（撮影・演出）（NKプランニング）
- スウィートアラベスク 高橋舞（2009年）（撮影・演出）（オルスタックピクチャーズ）
- 魔女狩り～血塗られたセレブ～深月ユリア（2009年）（撮影・演出）（アースゲート）
- ＲＱメジャーズ　伊東りな（いとうりなに改名）（2010年）（編集）（グラッソ）
- ＲＱメジャーズ　立花ゆか（2010年）（編集）（グラッソ）

### テレビ
- HOTでゴメン（2009年）（撮影・編集・編集構成）（KBS京都）
- ビデグラジン（2010年3月17日放送分映画「昆虫探偵ヨシダヨシミ」特集　撮影・編集）（関西テレビ）

### ネットテレビ
- スティッカムTV ヲタch（2008年3月~2009年1月）（制作・MC）（stickamjapan）

## 著書
「企業にとって女性とは何か」（1991年ODSマネジメント研究会、PHP研究所発行）共著